# Fëdor Ivanovič Samochin
Fëdor Ivanovič Samochin, (in russo Фёдор Иванович Самохин?), (Nižnij Čir, 12 febbraio 1918 – Biškek, 17 luglio 1992), è stato uno scrittore, giornalista e traduttore russo, membro dell'Unione degli scrittori del Kirghizistan, membro dell'Unione degli scrittori dell'URSS (dal 1958).
L'autore di una serie di opere d'arte sulla Grande Guerra Patriottica, il più famoso tra i quali è stato il racconto "Čolponbai" sull'impresa dell'eroe dell'Unione Sovietica Cholponbai Tuleberdiev, che ha resistito a diverse ristampe. Per i suoi meriti nel campo della narrativa e per la partecipazione attiva nella promozione e nello sviluppo del kirghizistan letteratura sovietica è stato premiato con tre Onore del Presidium del soviet Supremo Kirghiz SSR.

## Opere
Un posto speciale nella serie di opere create dallo scrittore è stato occupato dal racconto "Cholponbai", pubblicato per la prima volta nel 1958 dalla casa editrice "Giovane guardia", dedicato all'impresa immortale dell'Eroe dell'Unione Sovietica Cholponbai Tuleberdiev; nello stesso anno è stato ammesso all'Unione degli scrittori dell'URSS e ha ricevuto il riconoscimento nella società letteraria del Kirghizistan. Ho conosciuto scrittori, poeti e altre figure culturali come Aaly Tokombaev, Chinghiz Aitmatov, Mikhail Sholokhov, Tendik Askarov, Ayim Aytbaeva, Margarita Agashina, Sergey Fiksin, Nikolay Chekmenev, Musa Dzhangaziev, Yakub Zemlyak e altri. Ha partecipato alla traduzione e pubblicazione della raccolta di opere di scrittori kirghisi di prima linea "Link, Komuz!" (1985).
Edizioni separate
- "L'Esploratore Claudia Panchishkina" (Volgograd, 1952)
- "Il ragazzo di Stalingrado" ("Regional book publishing", 1954)
- "Čolponbai"

1. "Čolponbai" ("Kirghizgosizdat", 1958)
2. "Čolponbai" ("Giovane guardia", 1958)
3. "Čolponbai" ("Mectep", 1982)

- "La casa di mio padre" ("Kirghizistan", 1963)
- "Fuoriuscite di Chui" (Kirghizistan, 1968)
- "Patria, tornerò!» ("Kirghizistan", 1975)

Raccolte di racconti e racconti
- "Preferiti" (Kirghizistan, 1978)
- "Racconti e storie" ("Kirghizistan", 1988. ISBN 5-655-00113-6)

Pubblicazioni come parte delle collezioni
- "I Komsomol e i giovani nelle battaglie per Stalingrado" ("pubblicazione di libri regionali", 1951)
- "Pagine degli anni gloriosi" ("Kirghizistan", 1966)
- "Eroi degli anni duri" (Kirghizistan, 1968)
- "Giovani eroi della Grande Guerra Patriottica" ("giovane guardia", 1970)
- "Con una penna e una macchina" ("Mectep", 1975)
- "La sua impresa è immortale..." ("Uluu toolor", 2014)

## Premi
- Medaglia per la difesa di Stalingrado
- Medaglia commemorativa per il giubileo dei 100 anni dalla nascita di Vladimir Il'ič Lenin
- Medaglia per il giubileo dei 20 anni della vittoria della grande guerra patriottica del 1941-1945
- Medaglia per il giubileo dei 30 anni della vittoria della grande guerra patriottica del 1941-1945
- Medaglia per il giubileo dei 40 anni della vittoria della grande guerra patriottica del 1941-1945
- Medaglia per il giubileo dei 50 anni delle forze armate dell'Unione Sovietica
- Medaglia per il giubileo dei 60 anni delle forze armate dell'Unione Sovietica
- Tre certificati D'onore del Presidium del Consiglio Supremo della Kirghiz SSR.